# Marco Antonio Figueroa
Marco Antonio Figueroa (* 21. Februar 1962 in San Felipe, Región de Valparaíso), auch bekannt unter dem Spitznamen El Fantasma, ist ein ehemaliger chilenischer Fußballspieler auf der Position eines Stürmers und heutiger Fußballtrainer. In beiden Funktionen war er für verschiedene Vereine in seinem Heimatland Chile sowie in Mexiko im Einsatz.

## Laufbahn

### Spieler
Figueroa begann seine Profikarriere bei Unión La Calera. Anschließend wechselte er zu Everton, bei dem er von 1984 bis 1986 unter Vertrag stand. Danach verschlug es ihn in die mexikanische Liga, wo er zunächst vier Jahre lang für Monarcas Morelia und anschließend eine Halbsaison beim Club América spielte.
Ende 1990 kehrte er in seine Heimat zurück und stand drei Jahre lang beim CD Cobreloa unter Vertrag, mit dem er 1992 die chilenische Fußballmeisterschaft gewann und in der darauffolgenden Spielzeit 1993 mit 18 Treffern Torschützenkönig der chilenischen Liga wurde.
Anfang 1994 kehrte er zu seinem langjährigen mexikanischen Verein Monarcas Morelia zurück, zu dessen „Dreamteam“ er nach Auffassung der mexikanischen Sportzeitung Récord gehörte und dessen vereinsinterner Rekordtorschütze er bis heute ist. Erneut stand er vier Jahre lang bei Monarcas Morelia unter Vertrag, ehe er für eine Halbsaison zum mexikanischen Verein Atlético Celaya wechselte und anschließend seine aktive Laufbahn in Reihen des chilenischen CD Universidad Católica ausklingen ließ.
Zwischen 1986 und 1993 bestritt Figueroa insgesamt sieben Einsätze (ein Tor) für die chilenische Nationalmannschaft. Zuvor stand er bereits im Kader der Auswahlmannschaft, die Chile beim Fußballturnier der Olympischen Sommerspiele von 1984 repräsentierte.

### Trainer
Sein Debüt als Trainer feierte Figueroa 2001, als er neun Monate lang als Chefcoach für den guatemaltekischen Erstligisten CSD Comunicaciones verantwortlich war. Danach betreute er mehrere mexikanische Zweitligavereine (Trotamundos Salamanca, Celaya FC, Lagartos de Tabasco und die zweite Mannschaft der Tecos UAG), bevor er in der Saison 2006/07 mit seinem langjährigen Verein Monarcas Morelia zum ersten und bisher einzigen Mal für einen mexikanischen Erstligisten verantwortlich war.
Nach dem Ende seiner Tätigkeit bei Morelia kehrte Figueiroa (bis heute dauerhaft) in seine Heimat zurück, wo er seither diverse Mannschaften trainierte. Seinen bisher einzigen nennenswerten Erfolg als Trainer feierte Figueroa mit seinem ehemaligen Verein Everton de Viña del Mar, mit dem er Zweitligameister der Clausura 2011 wurde, aber in den anschließenden Play-offs um den Aufstieg in die Primera División ausgerechnet gegen seinen Heimatverein Unión San Felipe (den er anschließend trainierte) verlor.

## Erfolge

### Als Spieler
Cobreloa
- Chilenischer Meister: 1992
- Torschützenkönig der chilenischen Liga: 1993

### Als Trainer
Everton
- Chilenischer Zweitligameister: Clausura 2011